# Батута Олекса Митрофанович
Олекса Митрофанович Батута (*17 березня 1900, Кладьківка— †після 17 лютого 1948)— український військовик, повстанець; хорунжий артилерії Армії УНР.
Відповідно до українського законодавства є борцем за незалежність України у XX столітті.
Нагороджений Хрестом Симона Петлюри.

## Біографія
Народився в заможній селянській сім'ї. Наприкінці 1917-го більшовики забрали в його батька землю і розділили між своїми прибічниками.
Закінчив повний курс Ніжинської міської гімназії (травень 1918). Брав участь у боях проти більшовиків під містечком Носівка у складі повстанського загону отамана Матвія Твардовського (березень 1918) та Чорноморського коша Армії УНР (кінець 1918-1919).
| “Перебіг служби: 1920 рік - кінно-гірний дивізіон Алмазова (Проскурів, Дунаєвці, Кам’янець-Подільський, Заліщики). Комендантська сотня (Станиславів, Тисмениця, Делятин, Коломия). СЮШ (Станіславів, Кам’янець-Подільський, Тернопіль, Ланцут, Вадовиці, Каліш)”. |
Двічі дістав поранення, контужений. Юнак Юнацької школи (1920). По закінченні школи дістав направлення до 6-ї Січової дивізії. Після поразки Визвольних змагань — у таборах Ланцут, Вадовиці, Каліш.
Закінчив агрономічний відділ агрономічно-лісового факультету Української Господарської академії в Подєбрадах (1922 -1927).
Спогад «Перша смерть на моїх очах» написав на початку 1920-х років. «Спогад (у всякого своя доля)» занотував 29 листопада 1922 року — про ув'язнення в ЧК та тюрмах Ніжина і Чернігова.
Жертвував кошти на лікування вояків, хворих на сухоти. Нагороджений Хрестом Симона Петлюри.
| “Від 1927 р. по 1939 р. працював у дослідних установах у Польщі. 1941—1944 рр. — на цукроварні в Польщі. З 1945 р. — робітник у Німеччині”. |
Станом на 17 лютого 1948 року— вдівець.